# جاك هيل (مخرج)
جاك هيل (بالإنجليزية: Jack Hill)‏ هو كاتب سيناريو ومخرج أمريكي، ولد في 28 يناير 1933 في لوس أنجلوس في الولايات المتحدة.

## وصلات خارجية
- جاك هيل على موقع IMDb (الإنجليزية)
- جاك هيل على موقع ألو سيني (الفرنسية)
- جاك هيل على موقع تيرنر كلاسيك موفيز (الإنجليزية)
- جاك هيل على موقع أول موفي (الإنجليزية)
- جاك هيل على موقع قاعدة بيانات الأفلام السويدية (السويدية)
- جاك هيل على موقع قاعدة بيانات الفيلم (الإنجليزية)
- جاك هيل على موقع كينوبويسك (الروسية)